# BitComet
BitComet è un client di BitTorrent scritto in C++ per Microsoft Windows.

## Panoramica
BitComet è un programma freeware di tipo P2P per la condivisione dei file, completamente compatibile con BitTorrent, che è uno dei più popolari Protocolli P2P disegnato per la diffusione di grandi file ad alta velocità. Esso supporta simultaneamente i download, le code di download, download di parti presenti nel pacchetto torrent, ripresa rapida, mainline DHT, protocollo di criptazione, chat, disk cache, limiti di velocità, port mapping, scambio di peer (PEX), UDP NAT traversal, proxy e filtraggio di IP.
BitComet fornisce anche una finestra di Internet Explorer integrata per cercare con più facilità i file torrent. Nei preferiti della finestra è inclusa anche una lista di siti dove ricercare file .torrent, che può essere modificata dagli utenti. Tuttavia sono comuni gli errori degli Script.

## BitComete DHT
Dalla versione 0.59 alla 0.60, BitComet ha avuto una cattiva pubblicità a causa di una implementazione incompleta della caratteristica DHT. DHT è un protocollo che può connettere i peer senza la necessità di un tracker. L'implementazione di BitComet non rispettava il flag privato di un torrent, permettendo ad altri utenti DHT fuori da un sito privato di scaricare questo file se:
- il tracker era down;
- l'opzione "Add DHT Network as backup tracker" era selezionata;
- il file torrent era stato scambiato;

Questa opzione permetteva agli utenti che non si erano iscritti di cominciare a scaricare file con delle restrizioni, che sono comuni nei tracker, e questo era ingiusto nei confronti dei peer del tracker privato. Molti tracker privati (BitSpirit incluso) hanno ora bandito tutte le versioni incriminate di BitComet a causa del difetto. Oggi il programma è arrivato alla versione 1.37 e ha risolto questi problemi. È infatti utilizzato da moltissimi utenti in tutto il mondo.

## Controversie conFileHippo
Il sito di download FileHippo aveva cessato il suo supporto a BitComet nell'aprile del 2008, esponendo il seguente annuncio (tradotto in italiano):
«A partire da aprile 2008, FileHippo non aggiornerà più BitComet. Hanno copiato i testi, i file, le immagini e l'Update Checker del sito FileHippo e li stanno facendo passare per lavoro proprio. Vi consigliamo di usare un altro client torrent più rispettabile, come μTorrent.» 
La controversia sembra essersi risolta, infatti dal 29 aprile 2015 su FileHippo sono disponibili anche le versioni successive del programma.